# Mała Panew
Die Mała Panew (deutsch Malapane) ist ein rechter Zufluss der Oder in Schlesien, Polen. 
Sie entspringt bei dem Dorf Krusin nahe Myszków im Oberschlesischen Hochland. Ihre Quelle ist etwa 4 km von der Quelle der Brynica entfernt. Die Mała Panew ist etwa 132 km lang und fließt in nordwestliche Richtung. Auf ihrem Lauf durchfließt sie vor allem ausgedehnte Waldgebiete und speist den 1939 fertiggestellten Turawa-Stausee. Bei dem Dorf Czarnowanz nordöstlich von Opole (Oppeln) mündet die Mała Panew in die Oder.
Die Malapane durchfließt die Städte Ozimek (Malapane), Colonnowska, Zawadzkie (Zawadzki) und Krupski Młyn (Kruppamühle).

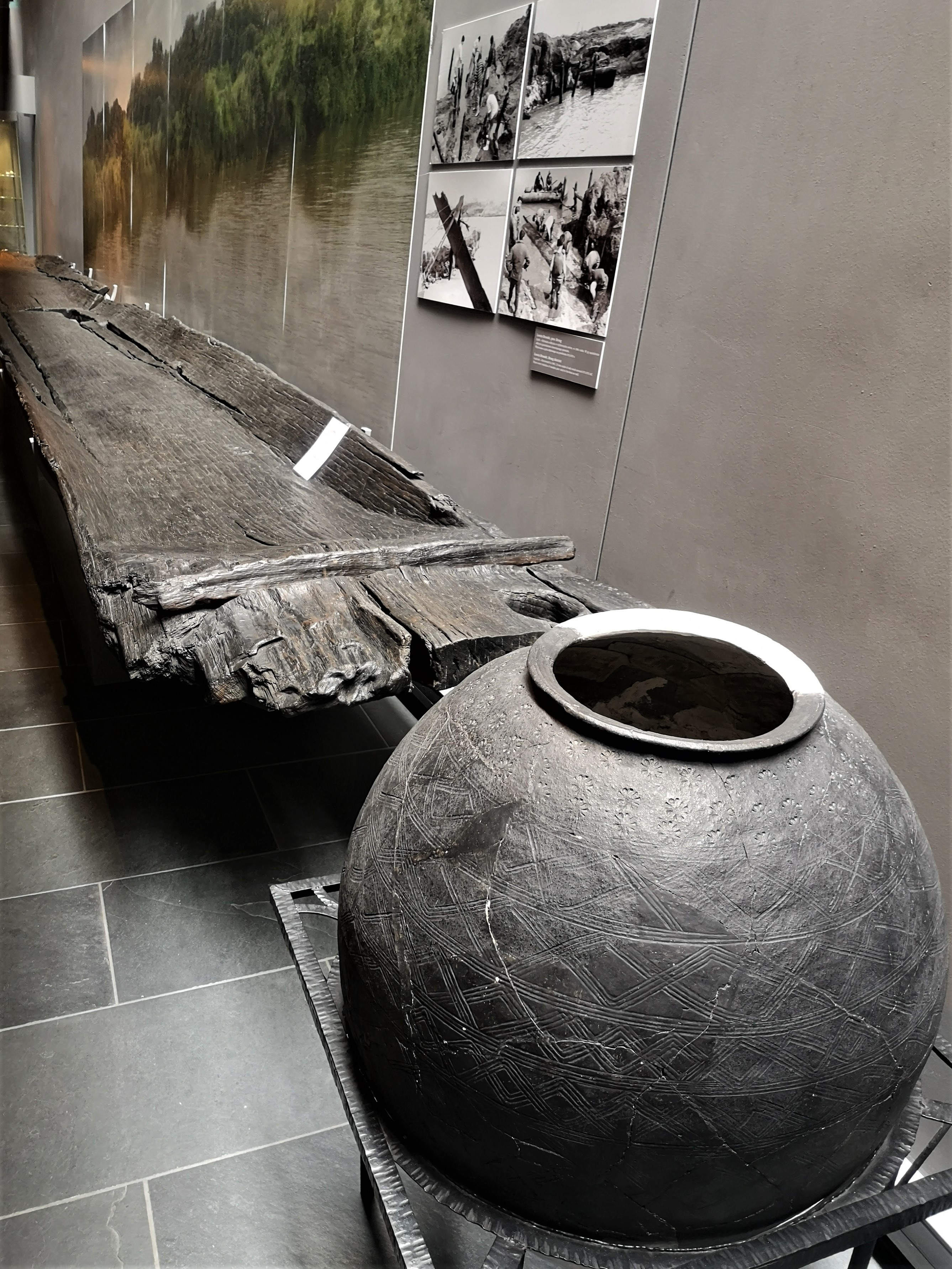
Gefäß aus dem Panw bei Mała Panew
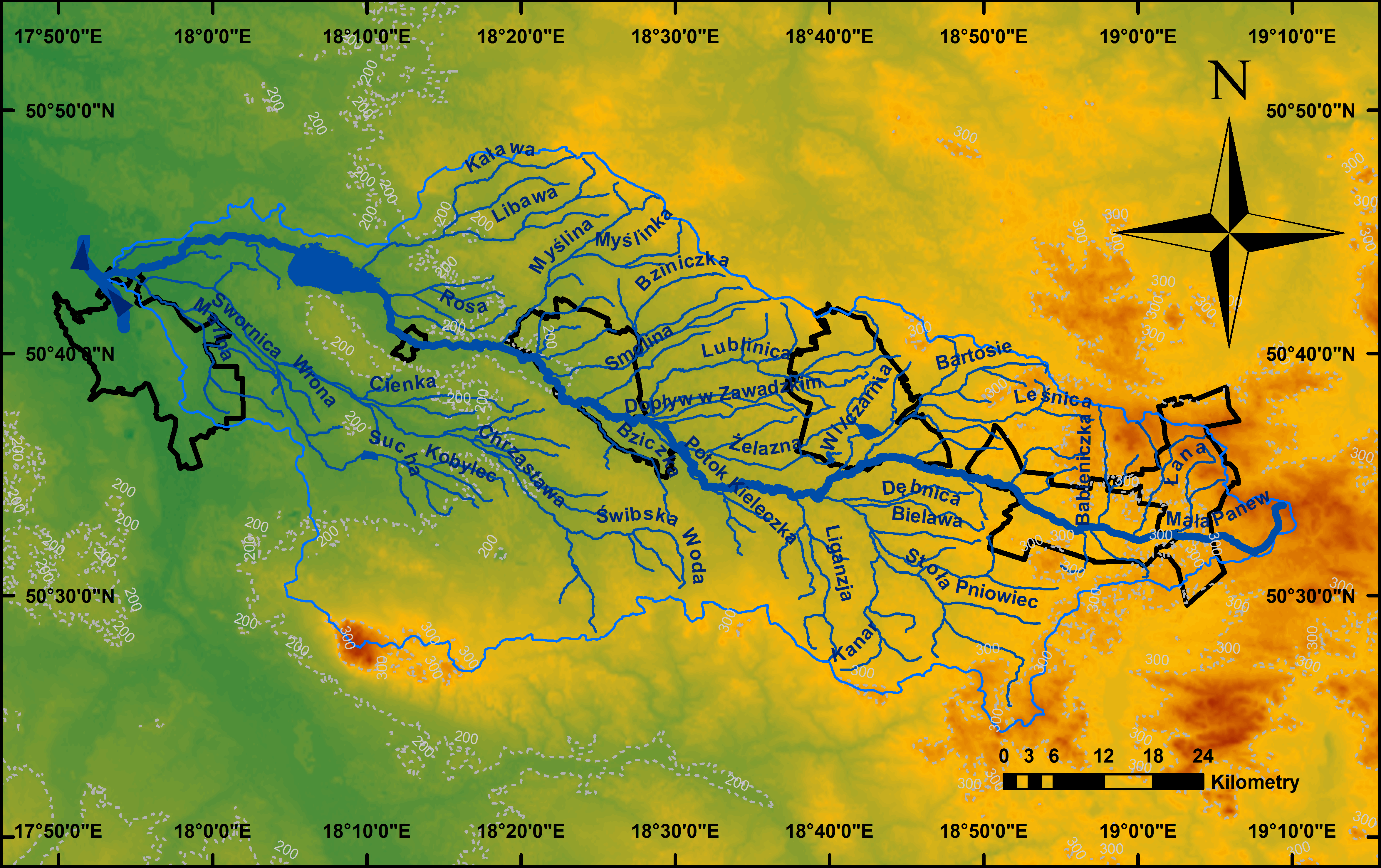
Verlauf der Malapane und ihre Nebenflüsse